# Julia Tannheimerová
Julia Tannheimerová (* 1. srpna 2005 Ulm) je německá biatlonistka.
Biatlonu se věnuje od roku 2015. Ve světovém poháru debutovala v lednu 2024 v Ruhpoldingu, kde ve sprintu dojela na 15. místě.
Ve své dosavadní kariéře nezvítězila ve světovém poháru v žádném individuálním závodě. Jednou triumfovala v kolektivním závodě jako členka německé štafety. Jejím doposud nejlepším umístěním je páté místo ze závodu s hromadným startem z Kontiolahti z prosince 2024.

## Výsledky

### Olympijské hry a mistrovství světa
| Sezóna  | Akce | Místo       | SP  | SZ  | HZ  | IZ  | ŠT | SŠT | SZD | Věk    |
| ------- | ---- | ----------- | --- | --- | --- | --- | -- | --- | --- | ------ |
| 2024/25 | MS   | Lenzerheide | 17. | 24. | 15. | 33. | 5. | –   | –   | 19 let |

### Juniorská a dorostenecká mistrovství
| Sezóna  | A   | Místo    | SP | SZ | HZ  | IZ  | ŠT | SŠT | Věk    |
| ------- | --- | -------- | -- | -- | --- | --- | -- | --- | ------ |
| 2022/23 | MSD | Ščučinsk | 1. | 1. | ×   | 15. | 1. | 2.  | 17 let |
| 2023/24 | MSJ | Otepää   | 2. | ×  | 11. | 1.  | 1. | 2.  | 18 let |

## Vítězství v závodech světového poháru, na mistrovství světa a olympijských hrách

### Kolektivní
| Č. | sezóna    | datum             | místo                | disciplína |
| -- | --------- | ----------------- | -------------------- | ---------- |
| 1. | 2024/2025 | 15. prosince 2024 | Hochfilzen, Rakousko | štafeta    |